# Pubian (jezik)
Pubian dijalekt (ISO 639-3: pun), dijalekt jezika lampung api, kojim govore pripadnici plemena Pubian s južne Sumatre u regenciji Central Lampung, Indonezija. Populacija iznosi 400 000 (1976 D. Walker). 
Nekada se smatrao posebnim jezikom koji je pripada sada nepriznatoj podskupini pesisir, šira skupina lampung

## Vanjske poveznice
- Ethnologue (14th)
- Ethnologue (16th)